# Battaglia di La Gudina
La battaglia di La Gudina (detta anche battaglia della Val Gudina o battaglia del Caia o Caya) fu una battaglia combattuta nel corso della guerra di successione spagnola il 7 maggio 1709 presso Arronches tra l'esercito borbonico spagnolo di Estremadura al comando di Alexandre Maître, marchese di Bay, e l'esercito anglo-portoghese al comando dell'ugonotto Henri de Massue, conte di Galway e del marchese di Fronteira. Questa battaglia risultò una sconfitta schiacciante per l'esercito anglo-portoghese che perse 4000-5000 soldati tra morti e feriti, mentre gli spagnoli ebbero perdite solo per 400 uomini.
Avanzando da Elvas e oltrepassando il fiume Caya (Caia in portoghese) l'esercito anglo-portoghese si trovò di fronte gli spagnoli al comando del marchese di Bay. Il 17 maggio presso la piana di La Gudina si ebbe lo scontro. La cavalleria portoghese si trovò circondata dopo poca resistenza e lasciò esposti sul campo due battaglioni di fanteria inglese, che vennero pertanto costretti ad arrendersi. Henri de Massue, conte di Galway, che aveva perso un cavallo ucciso sotto la sua sella, riuscì per poco a fuggire. Il resto dell'armata anglo-portoghese ebbe quindi l'ordine di ritirarsi verso Elvas, mantenendo le loro posizioni per tutto il resto della campagna.

## Antefatto
Dopo la sconfitta della battaglia di Almansa, la situazione degli inglesi nella guerra pareva ormai disperata, completamente allontanati dai territori della Spagna sud-orientale e con una minima possibilità di proseguire oltre la guerra. Henri de Massue fece formalmente pressione su Londra perché gli fossero inviati nuovi rinforzi e la Gran Bretagna gli inviò 25 000 uomini. Circa 8000 inglesi vennero inviati nel solo Portogallo agli ordini del conte id Galway, ed il resto in Catalogna.
In Portogallo, Galway si incontrò col marchese di Fronteira per preparare un attacco combinato contro gli alleati borbonici della Spagna e quindi avanzare verso Madrid. Per fare ciò, ad ogni modo, per prima cosa essi dovevano catturare la città di Badajoz, fortezza spagnola sulla frontiera portoghese. In passato, Henri de Massue aveva già cercato due volte di catturare la città ma senza successo. Questa volta decise di non prendersi rischi, e sapendo che la Francia stava ritirando le sue truppe in vista delle sconfitte subite da Luigi XIV nell'interno della penisola, la sua armata anglo-portoghese attraversò il confine con circa 20 000 soldati portoghesi e 8000 inglesi, presso la fortezza di Campo Mayor, non lontano da Badajoz. Mentre l'enorme treno rifornimenti stava attraversando il fiume Caia, gli anglo-portoghesi si scontrarono nei campi di La Gudiña con l'avanguardia della cavalleria spagnola.
Gli alleati, secondo il resoconto portoghese, erano distribuiti in 49 reggimenti di fanteria e cavalleria, contro 40 per parte spagnola; secondo la London Gazette, N. 4538, circa 17 000 fanti e 5 000 cavalieri in buon ordine e, secondo i rapporti dei disertori, molto superiori in numero rispetto al nemico. L'esercito spagnolo era, secondo la linea di battaglia poi pubblicata, diviso in 24 battaglioni e 47 squadroni. L'artiglieria di ambo le parti si eguagliava con 20 pezzi ciascuno.

## Lo battaglia

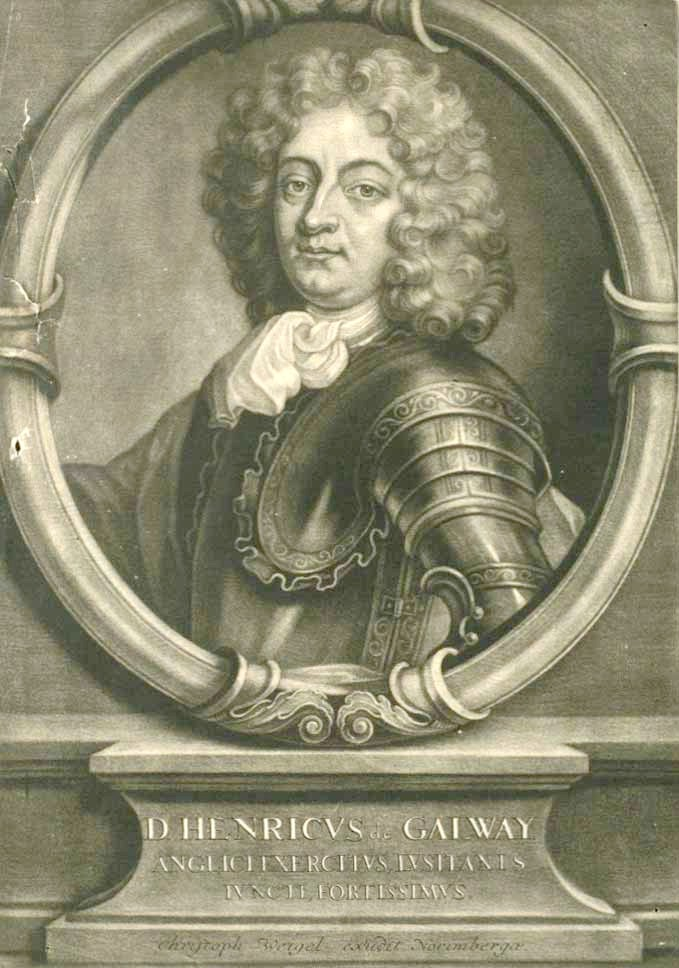
Henri de Massue, conte di Galway, marchese di Ruvigny, incisione di Christoph Weige

L'esercito alleato aveva gettato nove ponti di barche sul fiume Caia, dove erano già pronti a combattere. Al centro vennero impiegate le truppe del marchese di Fronteira, ma le sue truppe non erano in grado di vedere la fanteria spagnola in quanto erano eccessivamente coperti dal resto dei militari. Sul fianco sinistro, la prima linea era al comando del conte di San Juan, e la seconda era posta al comando di Henri de Massue, conte di Galway, con tre reggimenti inglesi. Gli alleati tenevano in particolare a quest'ala per sfruttare il vantaggio numerico sul nemico che gli si opponeva.
Dopo diversi attacchi con l'intento di attirare a sé le forze anglo-portoghesi, il marchese de Bay - che aveva disposto la cavalleria spagnola sul fianco destro - ordinò ai suoi di attaccare la prima linea portoghese. La cavalleria spagnola in breve tempo ebbe la meglio ed il conte di San Juan disperatamente tentò di riorganizzare le sue truppe ma non vi riuscì e venne addirittura catturato. La cavalleria spagnola catturò anche una batteria d'artiglieria.
Lord Galway lanciò quindi un attacco per conquistare l'artiglieria nemica con tre reggimenti. I dragoni spagnoli proseguirono e nella mischia anche il conte di Galway si vide uccidere un cavallo sotto la sella. Lord Barrymore ed il generale Pearse vennero catturati. Il reggimento inglese venne respinto per ben tre volte, gran parte di loro finirono uccisi o catturati. La cavalleria spagnola si dedicò all'inseguimento uccidendo altri 1500 uomini e catturandone 1000.
La prima e la seconda linea anglo-portoghese abbandonò il campo. Il colonnello inglese Ally, che comandava il centro, senza cavalleria, abbandonò subito la posizione, ancora prima che la cavalleria spagnola giungesse nello scontro. Abbandonando tutte le bandiere, le tende, i bagagli e i cannoni sul campo, si ritirò oltre il fiume Caia senza nemmeno distruggere i ponti di passaggio dietro di sé.

## Conseguenze

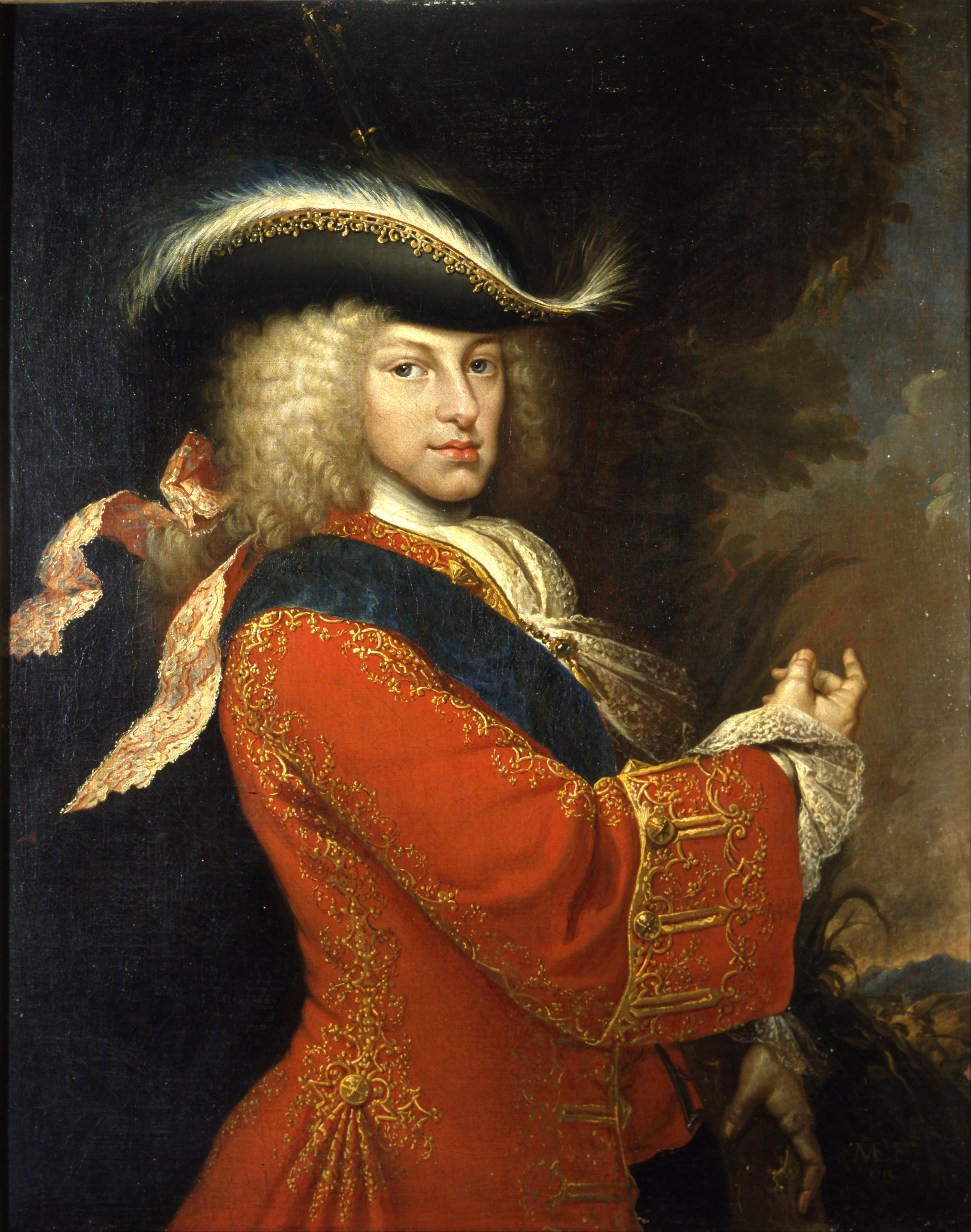
Re Filippo V di Spagna in un dipinto di Miguel Jacinto Meléndez

I portoghesi e gli inglesi uscirono pesantemente sconfitti da questa battaglia, perdendo in tutto circa 4000 uomini, 17 cannoni, 15 tra bandiere e stendardi, tende e bagagli; gli spagnoli persero 400 uomini e 100 cavalli tra morti e feriti.
I principali ufficiali inglesi vennero fatti prigionieri come i maggiori-generali James Barry, IV conte di Barrymore, e Nicholas Sankey, il brigadiere generale Thomas Pearce, il secondo colonnello del reggimento di Galway, il maggiore Thomas Gordon dello stesso corpo, il tenente colonnello Henry Meredith del reggimento del colonnello Thomas Stanwix, e lord Henry Pawlet, aiutante di campo personale del conte di Galway.
Il comando alleato fu estremamente deluso da quest'azione dove, pur essendo in vantaggio numerico, non riuscirono a catturare Badajoz, con in più la mortificazione di aver lasciato molto al nemico tra rifornimenti e munizioni.
Genericamente questo fallimento si preferì imputarlo alle truppe portoghese, come sottolineò un annalista londinese d'epoca: "Per parte mia, credo che le storie e le scuse inviateci da loro siano così prive di significato rispetto alla condotta da noi tenuta in combattimento." La vittoria fu un grande risultato per Filippo V di Spagna, e come riportò il brigadiere generale Henry Crofton che era a capo di quattro squadroni di dragoni e che venne investito dalla carica impetuosa degli spagnoli "tutta la cavalleria delle due linee del nemico era addosso e in meno di mezz'ora, irruppe, distrusse e se ne andò."